# Wrightieae
Wrightieae es una tribu de Angiospermae perteneciente a la familia Apocynaceae (orden Gentianales).  Esta tribu tiene 7 géneros.

## Géneros
- Adenium Roem. & Schult.
- Cercocoma Wall. ex G. Don = Strophanthus DC.
- Christya N. B. Ward & Harv. = Strophanthus DC.
- Isonema R. Br.
- Nerium L.
- Piaggiaea Chiov. = Wrightia R. Br.
- Pleioceras Baill. (
- Roupellia Wall. & Hook. ex Benth. = Strophanthus DC.
- Roupellina (Baill.) Pichon = Strophanthus DC.
- Scleranthera Pichon = Wrightia R. Br.
- Stephanostema K. Schum.
- Strophanthus DC.
- Walidda (A. DC.) Pichon = Wrightia R. Br.
- Wrightia R. Br.
- Zygonerion Baill. = Strophanthus DC.